# 庶妃兆佳氏
庶妃兆佳氏，喇克達之女。清太祖努爾哈赤之小福晉，後世文獻稱為庶妃。

## 生平
目前並不清楚兆佳氏是在何時、以何方式被努爾哈赤收為後宮主位。萬曆十三年（1585年）八月十五日，兆佳氏生努爾哈赤第三子奉恩輔國勤敏公阿拜，其後情況不詳。
《滿洲實錄》提到努爾哈赤去世之后，大妃烏喇納喇氏，以及二妃阿吉根、代因扎殉死。其中，二妃阿吉根、代因扎在滿文中寫作「han i juwe buya fujin ajigen deinje」，直譯為「汗的兩個小福晉阿吉根、代因扎」，當中是否有一位即為庶妃兆佳氏暫不得而知:148。
道光年間的檔案記載，阿拜的後裔尊稱兆佳氏為「妃媽媽」（「媽媽」（转写：mama）在滿語中意為「祖母」），並提及其奉安之園寢位於盛京黎半屯:148。

## 備註
1. ↑  台北國立故宮博物院所藏的三版清史館本《后妃傳》誤寫了庶妃兆佳氏為「非佳氏」[1]、「斐佳氏」[2]，光緒八年浙江書局刻本《欽定皇朝文獻通考》卷二百四十一誤刻兆佳氏為「姚佳氏」[3]。